# Stazione di Sant’Ilario d’Enza
Stazione di Sant'Ilario d'Enza vasútállomás Olaszországban, Sant’Ilario d’Enza településen.

## Vasútvonalak
Az állomást az alábbi vasútvonalak érintik:
- Milánó–Bologna-vasútvonal

## Kapcsolódó állomások
A vasútállomáshoz az alábbi állomások vannak a legközelebb:
- Stazione di Parma
- Villa Cadè railway station